# Giulio Basletta
Giulio Basletta, född 5 maj 1890 i Vigevano, död 5 februari 1975 i Vigevano, var en italiensk fäktare.
Basletta blev olympisk guldmedaljör i värja vid sommarspelen 1928 i Amsterdam.